# Бишоп (аэропорт, Калифорния)
Региональный аэропорт Восточная Сьерра (англ. Eastern Sierra Regional Airport), (ИАТА: BIH, ИКАО: KBIH, FAA LID: BIH) — гражданский аэропорт, расположенный в четырёх километрах к востоку от делового центра города Бишоп, округ Иньо (Калифорния), США.
Аэропорт находится в собственности Управления общественный работ муниципалитета города Лос-Анджелес.

## История
Аэродром Бишоп был открыт в апреле 1940 года. Во время Второй мировой войны он был известен, как Военный аэродром Бишоп и находился в распоряжении Военно-воздушных сил Армии США. По окончании войны аэродром был передан в собственность города Лос-Анджелес для обслуживания рейсов гражданской авиации.

## Операционная деятельность
Региональный аэропорт Восточная Сьерра занимает площадь в 336 гектар, расположен на высоте 1257 метров над уровнем моря и эксплуатирует три взлётно-посадочных полосы и две вертолётные площадки:
- 7/25 размерами 1697 х 30 метров с асфальтовым покрытием;
- 12/30 размерами 2285 х 30 метров с асфальтовым покрытием;
- 16/34 размерами 1707 х 30 метров с асфальтовым покрытием;
- H1 размерами 12 х 12 метров с асфальтовым покрытием;
- H2 размерами 30 х 30 метров с асфальтовым покрытием.

В период с 23 октября 2005 по 23 октября 2006 года Региональный аэропорт Восточная Сьерра обработал 26 000 операций по взлётам и посадкам воздушных судов (в среднем 71 операция ежедневно), из которых 88 % пришлось на авиацию общего назначения и 12 % составили рейсы военной авиации. В данный период в аэропорту базировалось 64 воздушных судна, из которых 81 % — однодвигательные самолёты, 13 % — многодвигательные, 2 % — реактивные самолёты и 5 % — планеры.